# Wędrówka na Zachód

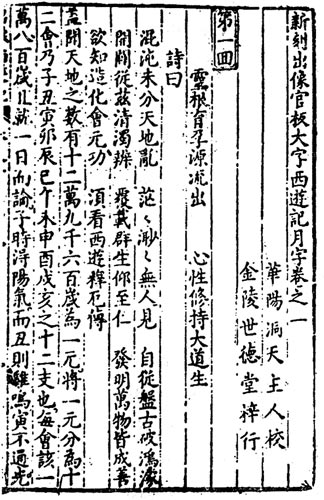
Najstarsze znane wydanie powieści z XVI wieku

Wędrówka na Zachód (chin. upr. 西游记, chin. trad. 西遊記, pinyin Xīyóujì, Wade-Giles Hsi-yu chi) – jedna z czterech klasycznych powieści chińskiej literatury, autorstwa Wu Cheng’ena.
Powieść oparta jest na autentycznej historii podróży buddyjskiego mnicha Xuanzanga, jednak niewiele jest w niej historycznych faktów. Ma ona charakter fantastyczno-przygodowy i oparta jest głównie na podaniach ludowych. Bohaterem powieści jest tangowski mnich Tripitaka, któremu towarzyszą w podróży: Sun Wukong, król małp zwany Wędrowcem, wieprzek Zhu Bajie, piaskowy mnich Sha Wujing oraz koń Tripitaki, który był kiedyś smokiem – synem Króla Smoków Zachodniego Morza.